# L’amor coniugale
L'amor coniugale ist eine „Farsa sentimentale“ in einem Akt, geschrieben vom bayerischen Komponisten Johann Simon Mayr. Sie wurde am 26. Juli 1805 im Teatro Nuovo in Padua uraufgeführt. Das Libretto stammt von Gaetano Rossi. Es handelt sich um eine „Rettungsoper“ nach dem Textbuch der Opéra-comique Léonore, ou L’amour conjugal von Jean Nicolas Bouilly, das von Pierre Gaveaux vertont und in Paris 1798 uraufgeführt wurde.
Weitere Vertonungen des Stoffes stammen von Ferdinando Paër unter dem Titel Leonora und von Ludwig van Beethoven unter dem Titel Fidelio.

## Handlung
Die Handlung findet in einem Gefängnis in Polen statt. 
Der Gefängniswärter Peters hat einen Domestiken namens Malvino. Dieser ist in Wirklichkeit Zeliska, die ihren Gatten, der zu Unrecht im Gefängnis eingesperrt ist, befreien will. Floreska, die Tochter von Peters, hat sich in Malvino verliebt. Der Vater Peters würde gerne die Hochzeit organisieren, doch Malvino will nicht und möchte lieber Peters ins Gefängnis begleiten.

## Orchester
Die Orchesterbesetzung der Oper enthält die folgenden Instrumente:
- Holzbläser: Flöte, zwei Oboen (auch Englischhorn), zwei Klarinetten, zwei Fagotte
- Blechbläser: zwei Hörner, zwei Trompeten
- Streicher
- Basso continuo
- Bühnenmusik: Trompete

## Aufnahmen
- L'amor coniugale, Württemberg Philharmonic Orchestra, Naxos Oper, 2008